# Luigi Amat Malliano
Luigi Amat Malliano (Sassari, 8 giugno 1744 – 13 novembre 1807) è stato un generale italiano suddito del Regno di Sardegna; ufficiale veterano delle guerre rivoluzionarie francesi, ebbe una brillante carriere militare, venendo insignito del Collare dell'Annunziata e del titolo di Cavaliere di Gran Croce dell’Ordine dei Santi Maurizio e Lazzaro.

## Biografia
Nacque a Sassari l’8 giugno 1744, figlio secondogenito del secondo matrimonio di Pietro Amat Vico barone di Sorso e signore di Olmedo, gentiluomo di camera del re, con Teresa Malliano dell’Arca.
Intraprese giovanissimo la carriera militare, entrando alla Regia Accademia Militare di Torino; al termine degli studi fu assegnato all'arma di cavalleria a 16 anni, cornetta presso il Reggimento "Dragoni di Sardegna". Nominato Gentiluomo di Sua Maestà a soli 21 anni, divenne cornetta presso il Reggimento "Dragoni di Piemonte" (1765). Nel 1774 passò come cornetta alla 3ª Compagnia (sarda) delle Guardie Reali, nel 1777 divenne capitano effettivo presso il Reggimento "Dragoni del Chiablese" e nel 1789 maggiore. Nel 1796 fu promosso brigadiere generale di cavalleria e il 18 settembre 1797 fu insignito della Gran Croce dell’Ordine dei Santi Maurizio e Lazzaro.
Combatté valorosamente durante le guerre rivoluzionarie francesi e in quelle napoleoniche nonostante fosse gracile di costituzione.
Nel 1802 fu testimone e sottoscrittore dell'atto di abdicazione del re Carlo Emanuele IV; in considerazione di ciò il nuovo sovrano Vittorio Emanuele I lo nominò Collare dell’Ordine supremo della Santissima Annunziata promuovendolo al rango di luogotenente generale di cavalleria.
Celibe, si spense nel 1807 lasciando per testamento il patrimonio che possedeva, pari a 67.834 lire sarde, al suo cameriere personale.
Un monumento in suo ricordo è posto all'interno della Cattedrale di Cagliari, oggi nella cappella detta della Mercede, la terza a sinistra per chi entra dall’ingresso principale.

### Annotazioni
1. ↑  Con la nomina a maggiore il suo stipendio passò a 2.202 lire piemontesi annue.
2. ↑  Era la più alta onorificenza che il re di Sardegna potesse concedere per eccezionali qualità e servigi allo Stato. Lo statuto dell’ordine prevede che non possano esserci più di 21 Grandi Collari viventi.
3. ↑  Secondo i racconti della famiglia egli intendeva sposare una giovane della casata Sanjust, ma essendosi sparsa la voce a Cagliari che egli era morto in combattimento durante l’invasione francese del Piemonte e non pervenendo sue notizie per molto tempo, la fidanzata si ritirò in convento. Quando lui ritornò ella non volle abbandonare la vita religiosa e Luigi non si sposò mai più.
4. ↑  Sul monumento  è posta la seguente iscrizione: Aloisio Amat ex dinastis de Sorso / equiti torquato / sardoae pretorian. cohort. praefecto / viro / de principe de patria de suis / optime merito / perenne hoc monumentum / fratres amantissimi / M.M. P.P. / Obiit die XIII februarii / anno MDCCCVII / aetatis suae LXIII.

### Fonti
1. 1 2  Ilari et al. 2008, p. 21.
2. 1 2 3 4 5  Araldica di Sardegna.
3. 1 2 3 4 5  Ilari et al. 2008, p. 22.
4. 1 2 3  Ordine dinastici di Sardegna.